# Крышанов, Виктор Валерьевич
Викто́р Вале́рьевич Крыша́нов (род. 20 сентября 1988, Томск) — российский игрок в пляжный футбол, защитник; тренер.

## Биография
Начинал играть в футбол вместе с братом Николаем в любительских командах «Динамо-2» Санкт-Петербург (2007—2009), «Кировец» Тихвин (2010) и «Невский фронт» Санкт-Петербург (2011—2012). Позже вместе с братом Николаем Крышановым играли за клубы «Локомотив» (2019—2020), «Дельта» (2021) и ЦСКА (2022).
В пляжном футболе начал играть вместе с братом в январе 2010 года. Вначале они совмещали пляжный футбол с работой на заводе. Первый клуб в пляжном футболе — «KEYSTONE». В 2014 году был приглашен в клуб «Золотой» (Санкт-Петербург). В 2015 году стал серебряным призёром чемпионата России — сыграл 13 матчей и забил один гол. В 2016 году перешёл в ЦСКА, провёл 35 матчей и забил 13 голов.
Высшим достижением Крышанова является «золото» чемпионата России, которое он завоевал в составе «Локомотива» в сезоне-2020. Спортсмен также становился серебряным призёром российской Суперлиги в составе «Золотого» (2016). В его активе четыре «бронзы» чемпионата страны: «Спартак» (2018), ЦСКА (2017, 2022), «Саратов» (2024).
В розыгрыше Кубка России выигрывал «золото» с «Саратовом» (2024) и «серебро» с «Лексом» (2023) и «Золотым» (2015).
С 2017-го по 2024 год Виктор Крышанов выступал в составе сборной России. В 55 матчах за национальную команду он забил 18 мячей. Является победителем Евролиги сезона-2017. 